# Erik Nielsen (borgmester)
 Der er flere personer med dette navn, se Erik  Nielsen.
Erik Nielsen (født 17. juli 1953) er en dansk socialdemokratisk politiker der fra 1994 til 2020 var borgmester i Rødovre Kommune. Han er tidligere formand og næstformand for KL. (Kommunernes Landsforening)
Erik Nielsen er uddannet maskinarbejder i 1973 og arbejdede som sådan indtil 1986 hvor han blev beskæftigelseskonsulent i Rødovre Kommune. Han har desuden været ishockeymålmand i Rødovre Skøjte & Ishockey Klub, en klub han sidenhen var formand for i en periode.
Ridder af dannebrog
Han blev den 19. marts 2020 erstattet som borgmester af Britt Jensen, efter at det var blevet afsløret, at han havde anskaffet sig selv en borgmesterbil, selvom han havde under 1 kilometer til arbejde.

## Tillidshverv og bestyrelsesposter
Blandt andet:
- KL (Kommunernes Landsforening) (Tidligere formand 2012-2014) (Næstformand 2014-2016)
- KL bestyrelse 2006-2016
- KL´s Børne- og Skoleudvalg 1994-2006
- Kl´s Arbejdsmarkedsudvalg (Formand) 2006-2012
- Vestforbrænding (Tidligere medlem af bestyrelsen)
- Trafikselskabet Movia (Medlem af Repræsentantskabet)
- Boligselskabet DAB (Medlem af bestyrelsen)
- Kommunekredit bestyrelsen (Tidligere formand 2014-2018)
- Kombit a/s formand 2014-2018
- Real Dania (Medlem af repræsentantskabet)